# Lilian Jane Gartner
Lilian Jane Gartner (* 1994) ist eine österreichische Schauspielerin.

## Leben
Lilian Jane Gartner erhielt ihre Schauspielausbildung ab 2013 an der Schauspielakademie Elfriede Ott in Wien, die sie im Studienjahr 2015/16 abschloss.

### Theater
Während ihrer Ausbildung stand sie 2014 am Ateliertheater unter der Regie von Nina C. Gabriel in Molières Die gelehrten Frauen als Armande auf der Bühne. 2015 spielte sie in Der Unbestechliche von Hugo von Hofmannsthal die Marie am Rain in einer Inszenierung von Peter M. Preissler am Stadttheater Mödling und an der Scala Wien. Unter der Regie von Peter Gruber wirkte sie 2016 am Off Theater in Arthur Millers Drama Hexenjagd als Danforth mit.
Bei den Nestroy-Spielen Schwechat stand sie 2016 als Peppi in der Zauberposse Der böse Geist Lumpacivagabundus sowie 2017 als Fabrikantentochter Agnes in Weder Lorbeerbaum noch Bettelstab auf der Bühne.

### Film und Fernsehen
2018 spielte sie in der Tatort-Folge Die Faust von Regisseur Christopher Schier die Rolle der Lena Coso. In der Folge Durchtauchen der Serie SOKO Kitzbühel hatte sie 2019 neben Elisabeth Wabitsch als Alexandra Baum eine Episodenrolle als Schwimmerin Mara Wergetter.
In der ORF-Comedyserie Wischen ist Macht (2020) mit Ursula Strauss als Michelle Sendracek hatte sie eine durchgehende Hauptrolle als Zoe, die zu Sendraceks Putztrupp gehört. In Wir sind Kaiser*in: Neues aus der Hofkanzlei übernahm sie ab Jänner 2021 an der Seite von Robert Palfrader als Majestät Robert Heinrich I. und Rudi Roubinek als Obersthofmeister Seyffenstein die Rolle der Kronprinzessin Leopoldine.

## Filmografie (Auswahl)
- 2010: Vitásek? – Entscheidungen
- 2014: Boͤsterreich – Nackte und Minister
- 2018: Tatort: Die Faust
- 2019: SOKO Kitzbühel – Durchtauchen
- 2019: M – Eine Stadt sucht einen Mörder (Fernsehserie)
- 2020: Wischen ist Macht (Fernsehserie)
- 2021: Wir sind Kaiser*in: Neues aus der Hofkanzlei (Fernsehshow)
- 2022: Love Machine 2